# اوآنا
اوآنا یا سازمان خبرگزاری‌های آسیا-اقیانوسیه OANA در سال ۱۹۶۱ به ابتکار یونسکو برای ایجاد تعادل در برابر جریان یکسویه اطلاعات، در منطقه آسیا و اقیانوسیه به وجود آمد. کشورهای عضو اوآنا ۵۶درصد تولید ناخالص جهان، حدود ۵۰درصد تجارت جهانی، بیش از ۶۰درصد قلمرو آبی و بیش از ۲۵درصد حجم حمل و نقل هوایی را در اختیار دارند. اوآنا می‌گوید دوسوم گردش اطلاعات جهان را بر عهده دارد.